# Wisłok
Le Wisłok est une rivière du sud-est de la  Pologne, affluent de la rive gauche du San et donc sous-affluent de la Vistule.

## Géographie
Le Wisłok une longueur de 205 km (18e plus longue rivière de Pologne). Son bassin hydrographique, situé exclusivement en Pologne, s'étend sur 3 528 km2. Il prend sa source dans les Beskides, Carpates orientales, à une altitude de 823 m.
Le San, le Wislok, la Wisloka avec la Ropa, partant des contreforts les moins élevés des Carpates (de la base du col de Dukla) présentent une force motrice très inférieure, qu'on peut évaluer à 8,5 HP par km².

## Sur le versant septentrional extérieur
- Le Dniester-San

Les sources de ces deux cours d'eau sont séparées par une ramification qui quitte le faîte au Sud-Est de Lutowiska, se porte au Nord-Est vers Lemberg, et va expirer au bord des plaines de la Pologne.
- Le San-Wisłoka

Ce rameau sépare en deux branches par le cours du Wislok, qui se jette dans la San, court principalement au Nord vers Łańcut et Kolbuszowa, et finit, à l'Ouest de cette dernière ville, par les plaines qui s'étendent jusqu'au confluent de la Wisloka et de la Vistule.

## Principaux affluents
Ses principaux affluents sont la Morawa, la Lubatówka, la Pielnica, la Stobnica à droite, et la Surowica, le Izwor, Mleczka, à gauche.

## Histoire
Pendant la « campagne du massif des Carpates d'août » (en 1944), lors de la Seconde Guerre mondiale, des forces division Charlemagne ont tenté de tenir une ligne de défense le long du Wislok le 1er août 1944, jusqu'à ce que les forces soviétiques avancent leur tête de pont, le 20 août 1944.

## Localités traversées
- Besko, Haczów, Krościenko Wyżne, Krosno, Wojaszówka, Frysztak, Wisniowa, Strzyżów, Czudec, Boguchwała, Rzeszów, Czarna, Tryńcza